# علي اللنقاوي
علي محمد اللنقاوي، من مواليد 1952 وتوفي في 10 مارس 2008 ، لاعب كرة قدم كويتي سابق، وعضو مجلس إدارة في نادي القادسية الكويتي سابق، وكان أمين الصندوق المساعد في النادي.

## مسيرته الكروية
بدأ مسيرته الكروية مع نادي القادسية الكويتي في عام 1965 ، وفي عام 1970 بدأ باللعب مع الفريق الأول في نادي القادسية الكويتي، وقد لعب مع العديد من اللاعبين الكبار كعبد الله العصفور وجاسم يعقوب وفيصل الدخيل وفاروق إبراهيم ، وكان من المشاركين في مباراة نادي القادسية الكويتي ونادي سانتوس البرازيلي في عام 1973.

## وفاته
لما توفي كان نادي القادسية الكويتي يلعب خارج أرضه أمام نادي باختاكور الأوزباكستاني في بطولة دوري أبطال آسيا 2008، وقد فاز نادي القادسية الكويتي بهدف مقابل لا شيء، وعند العودة إلى الكويت، طلب الشيخ طلال الفهد الصباح رئيس نادي القادسية الكويتي من الجمهور بأن لا يحتفلوا بسبب وفاته.

## تكريمه
في يوم 17 مارس 2008 قرر مجلس إدارة نادي القادسية الكويتي بأن يسمي فندق المدربين باسمه.
في يوم 2 ابريل 2008 اختتمت بطولة علي اللنقاوي للبراعم التي أقامها نادي القادسية الكويتي تخليدا لذكراه، وقال فيصل الشمري مدير فريق الناشئين أن إقامة البطولة كان لتخليد ذكرى الراحل.